# National League (Suiza)
La primera división de la liga suiza de hockey sobre hielo se llama National League (anteriormente, Ligue Nationale A). El hockey sobre hielo es uno de los deportes más populares de Suiza rivalizando con el fútbol. La National League es considerada como una de las mejores ligas de Europa, después de la Liga Continental de Hockey.
La liga suiza fue fundada en 1908.
La National League es la liga europea que atrae más espectadores con una media de 7074 por partido durante la temporada 2019-2020. El CP Berna es el club con mejor promedio de espectadores de Europa (16.237 por partido).

## Formato actual
La National League está compuesta por doce equipos. Tras la temporada regular de 50 partidos, los ocho mejores equipos juegan los play-offs.

## Palmarés

#### Campeonato de Suiza de LNA/NL desde la introducción de la eliminatoria
| Temporada | Campeón                                          | Entrenador                                       | Finalista                                        | Entrenador                                       | Resultado                                        | Gol vencedor                                     |
| --------- | ------------------------------------------------ | ------------------------------------------------ | ------------------------------------------------ | ------------------------------------------------ | ------------------------------------------------ | ------------------------------------------------ |
| 1985-1986 | HC Lugano                                        | John Slettvoll                                   | HC Davos                                         | Ron Ivany                                        | 2-0                                              | Kent Johansson 59-04                             |
| 1986-1987 | HC Lugano                                        | John Slettvoll                                   | EHC Kloten                                       | Pavel Volek                                      | 3-0                                              | Kent Johansson                                   |
| 1987-1988 | HC Lugano                                        | John Slettvoll                                   | EHC Kloten                                       | Pavel Volek                                      | 3-0                                              | Thomas Vrabec61-37                               |
| 1988-1989 | CP Berna                                         | Bill Gilligan                                    | HC Lugano                                        | John Slettvoll                                   | 3-2                                              | Alan Haworth52-22                                |
| 1989-1990 | HC Lugano                                        | John Slettvoll                                   | CP Berne                                         | William Gilligan                                 | 3-1                                              | Andreas Ton 34-22                                |
| 1990-1991 | CP Berne                                         | William Gilligan                                 | HC Lugano                                        | John Slettvoll                                   | 3-1                                              | Martin Rauch65-19                                |
| 1991-1992 | CP Berne                                         | William Gilligan                                 | HC Fribourg-Gottéron                             | Paul-André Cadieux                               | 3-2                                              | Roberto Triulzi                                  |
| 1992-1993 | EHC Kloten                                       | Conny Evensson                                   | HC Fribourg-Gottéron                             | Paul-André Cadieux                               | 3-0                                              | Mikael Johansson 52-27                           |
| 1993-1994 | EHC Kloten                                       | Conny Evensson                                   | HC Fribourg-Gottéron                             | Paul-André Cadieux                               | 3-1                                              | Anders Eldebrink                                 |
| 1994-1995 | EHC Kloten                                       | Alpo Suhonen                                     | EV Zoug                                          | Jim Koleff                                       | 3-1                                              | Bruno Erni 46-14                                 |
| 1995-1996 | EHC Kloten (5)                                   | Alpo Suhonen                                     | CP Berne                                         | Bryan Lefley                                     | 3-0                                              | Martin Bruderer                                  |
| 1996-1997 | CP Berne                                         | Bryan Lefley                                     | EV Zoug                                          | James Koleff                                     | 3-1                                              | Gil Montandon 36-56                              |
| 1997-1998 | EV Zoug (1)                                      | Sean Simpson                                     | HC Davos                                         | Arno Del Curto                                   | 4-2                                              | Misko Antisin                                    |
| 1998-1999 | HC Lugano                                        | James Koleff                                     | HC Ambrì-Piotta                                  | Larry Huras                                      | 4-1                                              | Gaetano Orlando 35-29                            |
| 1999-2000 | ZSC Lions                                        | Kent Ruhnke                                      | HC Lugano                                        | James Koleff                                     | 4-2                                              | Adrien Plavsic 59-50                             |
| 2000-2001 | ZSC Lions                                        | Larry Huras                                      | HC Lugano                                        | James Koleff                                     | 4-3                                              | Morgan Samuelsson 70-7                           |
| 2001-2002 | HC Davos                                         | Arno Del Curto                                   | ZSC Lions                                        | Pekka Rautakallio                                | 4-0                                              | Reto von Arx 13-36                               |
| 2002-2003 | HC Lugano                                        | Larry Huras                                      | HC Davos                                         | Arno Del Curto                                   | 4-2                                              | Flavien Conne 6-45                               |
| 2003-2004 | CP Berne                                         | Kent Ruhnke                                      | HC Lugano                                        | Larry Huras                                      | 3-2                                              | Marc Weber 74-20                                 |
| 2004-2005 | HC Davos                                         | Arno Del Curto                                   | ZSC Lions                                        | Christian Weber                                  | 4-1                                              | Josef Marha 68-24                                |
| 2005-2006 | HC Lugano (7)                                    | Harold Kreis                                     | HC Davos                                         | Arno Del Curto                                   | 4-1                                              | Raffaele Sannitz 24-22                           |
| 2006-2007 | HC Davos                                         | Arno Del Curto                                   | CP Berne                                         | John Van Boxmeer                                 | 4-3                                              | Robin Leblanc 44-21                              |
| 2007-2008 | ZSC Lions                                        | Harold Kreis                                     | Genève-Servette HC                               | Chris McSorley                                   | 4-2                                              | Domenic Pittis                                   |
| 2008-2009 | HC Davos                                         | Arno Del Curto                                   | Kloten Flyers                                    | Anders Eldebrink                                 | 4-3                                              | Reto von Arx 31-36                               |
| 2009-2010 | CP Berne                                         | Larry Huras                                      | Genève-Servette HC                               | Chris McSorley                                   | 4-3                                              | David Jobin 11-59                                |
| 2010-2011 | HC Davos                                         | Arno Del Curto                                   | Kloten Flyers                                    | Anders Eldebrink                                 | 4-2                                              | Peter Guggisberg 42-44                           |
| 2011-2012 | ZSC Lions                                        | Bob Hartley                                      | CP Berne                                         | Antti Törmänen                                   | 4-3                                              | Steve McCarthy 59-58                             |
| 2012-2013 | CP Berne                                         | Antti Törmänen                                   | HC Fribourg-Gottéron                             | Hans Kossmann                                    | 4-2                                              | Travis Roche 27-38                               |
| 2013-2014 | ZSC Lions                                        | Marc Crawford                                    | Kloten Flyers                                    | Felix Hollenstein                                | 4-0                                              | Robert Nilsson                                   |
| 2014-2015 | HC Davos (31)                                    | Arno Del Curto                                   | ZSC Lions                                        | Marc Crawford                                    | 4-1                                              | Reto von Arx 49-4                                |
| 2015-2016 | CP Berne                                         | Lars Leuenberger                                 | HC Lugano                                        | Doug Shedden                                     | 4-1                                              | Derek Roy 51-40                                  |
| 2016-2017 | CP Berne                                         | Kari Jalonen                                     | EV Zoug                                          | Harold Kreis                                     | 4-2                                              | Ryan Lasch 12-12                                 |
| 2017-2018 | ZSC Lions (9)                                    | Hans Kossmann                                    | HC Lugano                                        | Greg Ireland                                     | 4-3                                              | Patrick Geering 6-55                             |
| 2018-2019 | CP Berne (16)                                    | Kari Jalonen                                     | EV Zoug                                          | Dan Tangnes                                      | 4-1                                              | Eric Blum 38-46                                  |
| 2019-2020 | Ningún vencedor debido a la pandemia de Covid-19 | Ningún vencedor debido a la pandemia de Covid-19 | Ningún vencedor debido a la pandemia de Covid-19 | Ningún vencedor debido a la pandemia de Covid-19 | Ningún vencedor debido a la pandemia de Covid-19 | Ningún vencedor debido a la pandemia de Covid-19 |

#### Antes de la instauración de losplay-offs
| - 1985 - HC Davos - 1984 - HC Davos - 1983 - EHC Biel - 1982 - EHC Arosa - 1981 - EHC Biel - 1980 - EHC Arosa - 1979 - SC Bern - 1978 - EHC Biel - 1977 - SC Bern - 1976 - SCL Tigers - 1975 - SC Bern - 1974 - SC Bern - 1973 - HC La Chaux-de-Fonds - 1972 - HC La Chaux-de-Fonds - 1971 - HC La Chaux-de-Fonds - 1970 - HC La Chaux-de-Fonds - 1969 - HC La Chaux-de-Fonds - 1968 - HC La Chaux-de-Fonds | - 1967 - Kloten Flyers - 1966 - Grasshopper-Club Zürich - 1965 - SC Bern - 1964 - HC Villars - 1963 - HC Villars - 1962 - EHC Visp - 1961 - ZSC Lions - 1960 - HC Davos - 1959 - SC Bern - 1958 - HC Davos - 1957 - EHC Arosa - 1956 - EHC Arosa - 1955 - EHC Arosa - 1954 - EHC Arosa - 1953 - EHC Arosa - 1952 - EHC Arosa - 1951 - EHC Arosa - 1950 - HC Davos | - 1949 - ZSC Lions - 1948 - HC Davos - 1947 - HC Davos - 1946 - HC Davos - 1945 - HC Davos - 1944 - HC Davos - 1943 - HC Davos - 1942 - HC Davos - 1941 - HC Davos - 1940 - Sen campión - 1939 - HC Davos - 1938 - HC Davos - 1937 - HC Davos - 1936 - ZSC Lions - 1935 - HC Davos - 1934 - HC Davos - 1933 - HC Davos - 1932 - HC Davos | - 1931 - HC Davos - 1930 - HC Davos - 1929 - HC Davos - 1928 - EHC St. Moritz - 1927 - HC Davos - 1926 - HC Davos - 1925 - HC Rosey-Gstaad - 1924 - HC Château d'Oex - 1923 - EHC St. Moritz - 1922 - EHC St. Moritz - 1921 - HC Rosey-Gstaad - 1920 - HC Vevey - 1919 - HC Vevey - 1918 - HC Bern - 1917 - HC Bern - 1916 - Akademischer SC Zürich |

### Palmarés por equipo
La siguiente tabla muestra el número total de campeonatos conseguidos por cada club dende 1916. En letra gruesa están los títulos desde la implantación de los play-offs en 1986:
| NºTítulos | Equipo                  | Campeonatos |
| --------- | ----------------------- | --- |
| 31        | HC Davos                | 1926, 1927, 1929, 1930, 1931, 1932, 1933, 1934, 1935, 1937, 1938, 1939, 1941, 1942, 1943, 1944, 1945, 1946, 1947, 1948, 1950, 1958, 1960, 1984, 1985, 2002, 2005, 2007, 2009, 2011, 2015 |
| 16        | SC Bern                 | 1959, 1965, 1974, 1975, 1977, 1979, 1989, 1991, 1992, 1997, 2004, 2010, 2013, 2016, 2017, 2019 (equipo más laureado con el nuevo formato)                                                |
| 9         | ZSC Lions               | 1936, 1949, 1961, 2000, 2001, 2008, 2012, 2014, 2018 |
| 9         | EHC Arosa               | 1951, 1952, 1953, 1954, 1955, 1956, 1957, 1980, 1982 |
| 7         | HC Lugano               | 1986, 1987, 1988, 1990, 1999, 2003, 2006 |
| 6         | HC La Chaux-de-Fonds    | 1968, 1969, 1970, 1971, 1972, 1973 |
| 5         | Kloten Flyers           | 1967, 1993, 1994, 1995, 1996 |
| 3         | EHC St. Moritz          | 1922, 1923, 1928 |
| 3         | EHC Biel                | 1978, 1981, 1983 |
| 2         | HC Bern                 | 1917, 1918 |
| 2         | HC Vevey                | 1919, 1920 |
| 2         | HC Rosey-Gstaad         | 1921, 1925 |
| 2         | HC Villars              | 1963, 1964 |
| 1         | Akademischer SC Zürich  | 1916 |
| 1         | HC Château d'Oex        | 1924 |
| 1         | EHC Visp                | 1962 |
| 1         | Grasshopper-Club Zürich | 1966 |
| 1         | SCL Tigers              | 1976 |
| 1         | EV Zug                  | 1998 |